# Alessandra Scatena
Alessandra Scatena Gherbali (São Bernardo do Campo, 30 de setembro de 1975), é uma ex-apresentadora brasileira. Ficou conhecida como assistente de palco Domingo Legal. até abril de 2001.

## Carreira
Estreou no SBT em 1988, aos 13 anos, como assistente de palco de Gugu Liberato nos programas Passa ou Repassa, Sabadão e Domingo Legal, onde ficou até 2005. Também apresentou o Sounds of Brazil na Telemundo, programa internacional em português para os residentes de Miami. Em 1997 esteve no videoclipe "Proibida pra Mim" da banda Charlie Brown Jr..
No Carnaval de São Paulo de 2001, desfilou pela Escola Nenê de Vila Matilde. Em 2001 participou da primeira edição do reality show Casa dos Artistas. Apresentou o Programa Alessandra Scatena, na Rede Brasil de Televisão em 2008.

## Vida pessoal
Em 1990, aos 15 anos, namorou Gugu Liberato. Entre 1997 e 2020 foi casada com o empresário Rogério Gherbali, que morreu vítima de coronavírus em 30 de julho de 2020 aos 56 anos O casal teve dois filhos: Enrico Scatena e Estéfano.

## Filmografia
| 1989-92 | Viva a Noite                | Assistente de palco |   |           |                  |                     |
| 1989    | Corrida Maluca              | Assistente de palco | - | 1989-1994 | Passa ou Repassa | Assistente de palco |
| 1992–01 | Sabadão                     | Assistente de palco |   |           |                  |                     |
| 1994–01 | Domingo Legal               | Assistente de palco |   |           |                  |                     |
| 1997    | Sounds of Brazil            | Apresentadora       |   |           |                  |                     |
| 2001    | Casa dos Artistas           | Participante        |   |           |                  |                     |
| 2008    | Programa Alessandra Scatena | Apresentadora       |   |           |                  |                     |
| 2023    | Viva Sorte                  | Apresentadora       |   |           |                  |                     |